# Hesperochernes thomomysi
Espèce
Hesperochernes thomomysi est une espèce de pseudoscorpions de la famille des Chernetidae.

## Distribution
Cette espèce est endémique de Californie aux États-Unis. Elle se rencontre dans le comté de Fresno.

## Habitat
Elle se rencontre dans le terrier de Thomomys monticola.

## Description
Les mâles mesurent de 2,0 à 2,4 mm et les femelles de 2,7 à 3,1 mm.

## Publication originale
- Hoff, 1948 : Hesperochernes thomomysi, a new species of chernetid pseudoscorpion from California. Journal of the Washington Academy of Sciences, vol. 38, p. 340-345 (texte intégral).